# Acacia puncticulata
Acacia puncticulata är en ärtväxtart som beskrevs av Bruce R. Maslin. Acacia puncticulata ingår i släktet akacior, och familjen ärtväxter. Inga underarter finns listade i Catalogue of Life.